# メイマンド
メイマンド (ペルシア語: ميمند, ラテン文字転写Maymand, Meimand, Maimand)は、イランのケルマーン州シャフレ・バーバク郡に属する行政村（デヘスターン）およびそこに含まれる村（デフ）の名前である。イラン中央山脈南端の南向きの谷にあり、気候は概ね乾燥した砂漠気候である。36の村が属するメイマンド行政村 (Meymand Rural District, ペルシア語: دهستان ميمند) には、2006年の国勢調査では536世帯2,175人が暮らしており、そのうち、メイマンド村には181世帯673人が暮らしている。村の文化的景観がUNESCOの世界遺産リストに登録されている。
メイマンド村は伝統的な移牧を含む農牧業が営まれている村落で、村人は四季により渓谷内の3ヶ所または4ヶ所の間で移住する。村人の定住地は谷の下流にある柔らかい岩（Kamar）をくり抜いて造った洞窟住居であり、冬の間にはそこに住む。冬の終わりから移牧が始まり、村人が晩春まではSar-e-Āgholという集落のアザミの草葺き屋根を有する石積みの半地下住居（Markhāneh）または円錐形の木の枝の屋根を有する石積みの円形の地上住居（Mashkdān）に、夏から初秋までは草葺き屋根を有する石積みの簡易住居（Sar-e-Bāgh）にそれぞれ住み、牛も春にレンガや石の屋根を有する建物の中で過ごし、夏と秋に屋根のない石造りの囲いに移される。夏の村（Sar-e-Bāgh）の周辺には小麦と大麦などの主食種植用の段々畑と水車があったが、現在は村人が自給自足の生活をやめたため廃墟となり、ブドウの果汁を加工して得たシロップを貯蔵する穴だけはまだ使われる。また、一帯には貯水池とカナートのシステムがあり、動物、果樹園、野菜畑へ水を提供していたが、現在は周辺の町とのコミュニケーションの増加により過去と違う方法で動物と野菜の世話をするため、多くのカナートは使わなくなった。
村名はマイマンドとも表記される。なお、以下「メイマンド」と呼ぶときは、行政村（デヘスターン）でなく村（デフ）の方を指す。

## 歴史
メイマンドは季節性の移住生活を営む半遊牧民たちが暮らし、冬場には岩場を掘った岩窟住居で過ごしている。地元の言語には、古代のパフラヴィー語などに由来する語彙が多く含まれる。
ケルマーン州のシャフレ・バーバク市近くに位置するこの村落の歴史は非常に古く、12,000年前にイラン高原で最初に人々が定住した地と言われることもある。しかし、国際記念物遺跡会議 (ICOMOS) はこの主張に否定的で、数少ない物証のひとつとされる岩絵にしても、紀元前6千年紀までしか遡れないと指摘している。また、岩絵を描いた人々と、岩窟住居で暮らしていた人々との関係性も解明されていない。
岩窟住居群の起源については、いくつもの説があり、Siamak Hashemi は以下の2つの仮説を示している。
まず、この村がアーリア人によって、紀元前800年から700年頃、すなわちメディア王国の時代に建設されたというものである。メイマンドの断崖の構造物は宗教目的で建造された可能性がある。ミスラ神の崇拝者たちは太陽を無敵の存在と信じており、この観念が彼らに山々を神聖視させることへと導いた。ゆえにメイマンドの石切り職人や建築家は、彼らの信仰をその住居の建設の形で示したのである。
第2の仮説では、村落は西暦2ないし3世紀に遡ることになる。アルサケス朝時代、南ケルマーンの諸民族は、めいめいの方向へと移住した。これらの民族は生活に適した土地を見つけ、そこに定住し、隠れ場所を築いた。それらがついには現存する住居群へと発展した。村の近くにあるメイマンドの要塞と呼ばれる場所からは、サーサーン朝時代の骨壷150個以上が発見されており、こちらの仮説を補強している。
ほかにも村落の墓所からの推測として、イスラームの伝播以降の形成という説などもあるが、結局のところ、はっきりとした起源の特定には至っていない。
洞窟住居は全部で400ほどが残されているが、今も利用されているのはそのうち100に満たず、人口の流出もあり、伝統的半遊牧生活は継承に対する懸念が存在している。

## 世界遺産

### 登録経緯
2005年にメイマンドは、文化的景観群の保護・管理に関して、メリナ・メルクーリ国際賞を受賞した。2007年8月9日には世界遺産暫定リストに記載され、2012年1月30日に正式推薦された。しかし、文化遺産の諮問機関であるICOMOSは比較研究の不足などから顕著な普遍的価値を証明できていないとして、「登録延期」を勧告した。しかし、2013年の第37回世界遺産委員会ではメイマンドの伝統的生活様式に対して、委員国からは少なからず驚嘆や称賛の声が挙がり、21か国中8か国が逆転登録を支持するなど、意見が分かれた。最終的には勧告よりも一段階上の「情報照会」決議で落ち着いた。
イランは2015年1月29日に練り直した推薦書を再提出した。これに対してICOMOSは顕著な普遍的価値の証明がなされたものと判断し、「登録」を勧告した。その年の第39回世界遺産委員会では、短期間で適切な再推薦に漕ぎ着けたイランとICOMOSの努力を称賛する声などが上がり、問題なく登録が決議された。2013年の審議の時には、危機遺産リストへの登録を推す委員国もあったが、2015年の正式登録では、危機遺産リストへの登録は伴わなかった。
イランはこの年、スーサの登録も果たしており、イランの世界遺産は19件となった。

### 日本語名
「メイマンドの文化的景観」と表記されるが、「マイマンドの文化的景観」とする文献もある。

### 登録基準
この世界遺産は世界遺産登録基準のうち、以下の条件を満たし、登録された（以下の基準は世界遺産センター公表の登録基準からの翻訳、引用である）。
- (5) ある文化（または複数の文化）を代表する伝統的集落、あるいは陸上ないし海上利用の際立った例。もしくは特に不可逆的な変化の中で存続が危ぶまれている人と環境の関わりあいの際立った例。
  - 世界遺産委員会はこの基準の適用理由を「大きな渓谷に位置する主として自給自足型の小さな共同体であるメイマンドの文化的景観は、乾燥した砂漠環境における伝統的な3期制の季節移動システムを反映しており、そこには独特の冬用の洞窟住居も含まれる。それは、かつてはより広い範囲に存在していたと考えられているシステムの好例であり、洞窟住居も含む3つの決まった居住区域へと家畜よりもむしろ人々が移動することを伴っている」とした[21]